# Нюборг (фортеця)
Нюборг (дан. Nyborg Slot) — один з найстаріших замків Данії, розташований на острові Фюн в місті Нюборг. Був заснований у XII ст. як фортеця і відігравав важливу роль до середини XVII ст. Відомий як місце проголошення першої данської конституції (1282) і засідань першого данського парламенту (1284—1413). Частково відбудований на початку XX століття, в теперішній час в замку діє музей.

## Історія

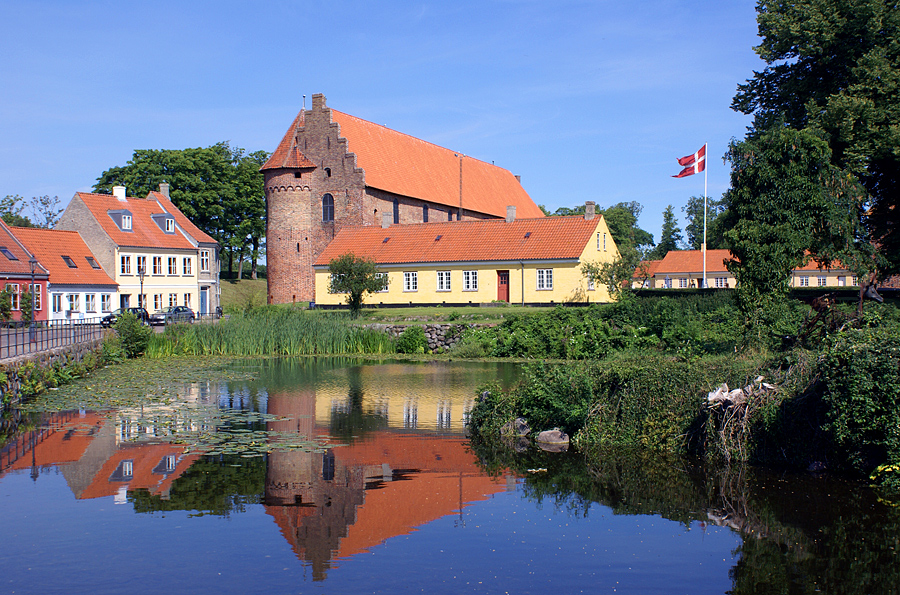
Відновлена фортеця Нюборг

Фортеця Нюборг, 1658 рік

На думку істориків, укріплення на цьому місці могли будуватись ще Вальдемаром Великим (1157—1182), а замок-фортеця Нюборг міг бути побудований у 1170-ті роки близьким родичем королівської родини Кнудом Прізлавсеном (дан. Knud Prislavsen). Після його смерті замок перейшов у володіння короля Кнуда VI (1182—1202) і залишався у королівській власності протягом всього середньовіччя.
Фортеця призначалась для оборони протоки Великий Бельт від північних народів. Близько 1200 року вона складалась з прямокутної башти Кнуда (дан. Krudttårnet) на сході і 30-метрового замкового будинку на два поверхи, так званого Палатіуму, на заході. Будівлі були оточені фортечним муром 1,5-метрової товщини з напіввідкритими баштами в кожному з чотирьох кутів. Протягом перших століть фортецю розширювали і укріплювали. Поступово навколо замку утворилось поселення Нюборг, яке за століття отримало статус міста.
У географічному відношенні Нюборг мав вигідне розташування в центрі країни, тому король Ерік Гліппінг почав використовувати замок для засідань Данехофа (дан. Danehof), першого данського парламенту. В 1282 році Ерік Гліппінг проголосив в цьому замку свій коронаційний статут — першу конституцію Данії. Останні збори Данехофа відбулись в Нюборзі у 1413 році, після чого столиця була перенесена до Копенгагена. Зал, який служив місцем для проведення зборів, — дан. Danehofsalen — знаходиться на першому поверсі Палатіуму, поруч з Великою залою.
У середині XVI ст. за наказом Кристіана III були побудовані додаткові наземні укріплення, фортеця була модернізована в стилі доби Відродження. 
Під час дансько-шведської війни 1658—1659 рр. Нюборг був сильно пошкоджений, тому втратив статус королівської резиденції і почав занепадати.

### Відбудова
Фортеця простояла в руїнах до початку XX ст., коли розпочалось її відновлення. Від первісних будівель залишились вежа і перший поверх Палатіуму, що з часом осів і перетворився на підвал. В результаті відновлювальних і реставраційних робіт Палатіум і башта Кнуда повернуті до архітектурних форм середини XVI століття.
З 1920-х років в замку діє музей. 